# Amauronyx maerkelii
Amauronyx maerkelii är en skalbaggsart som först beskrevs av Aubé 1844.  Amauronyx maerkelii ingår i släktet Amauronyx, och familjen kortvingar. Enligt den svenska rödlistan är arten otillräckligt studerad i Sverige. Arten förekommer i Götaland. Artens livsmiljö är jordbrukslandskap, skogslandskap, stadsmiljö.